# Pedro de Valdivia (sector de Temuco)
Pedro de Valdivia es un sector residencial de la ciudad y comuna de Temuco, Chile.

## Historia
El sector Pedro de Valdivia nació en la década de 1960, por tomas irregulares de pobladores que no pudieron establecerse en el casco urbano de la comuna. Luego, se regularizó el uso del terreno y se establecieron allí personas llevadas desde Padre Las Casas, expandiéndose hasta el camino que une Temuco y Cholchol.

## Geografía
Se sitúa en la parte noroccidental de la ciudad de Temuco. Posee una superficie de 9,2 kilómetros cuadrados. Tiene una geografía sinuosa, con lomas, cuencas, pendientes y espacios intersticiales, lo que genera lugares de alto deterioro.

### Sectores limítrofes
Pedro de Valdivia limita con los siguientes sectores:
| Noroeste: Sector Rural      | Norte: Sector Rural  | Noreste: Sector Rural             |
| Oeste: El Carmen y Labranza |                      | Este: Sector Rural y Pueblo Nuevo |
| Suroeste: Labranza          | Sur: Sector Poniente | Sureste: Centro                   |

## Demografía
Posee una población de 34 490 habitantes (censo de 2002), lo que representa el 14,05% del total de la comuna de Temuco. La densidad poblacional es de 3740 personas por kilómetro cuadrado.

## Transporte

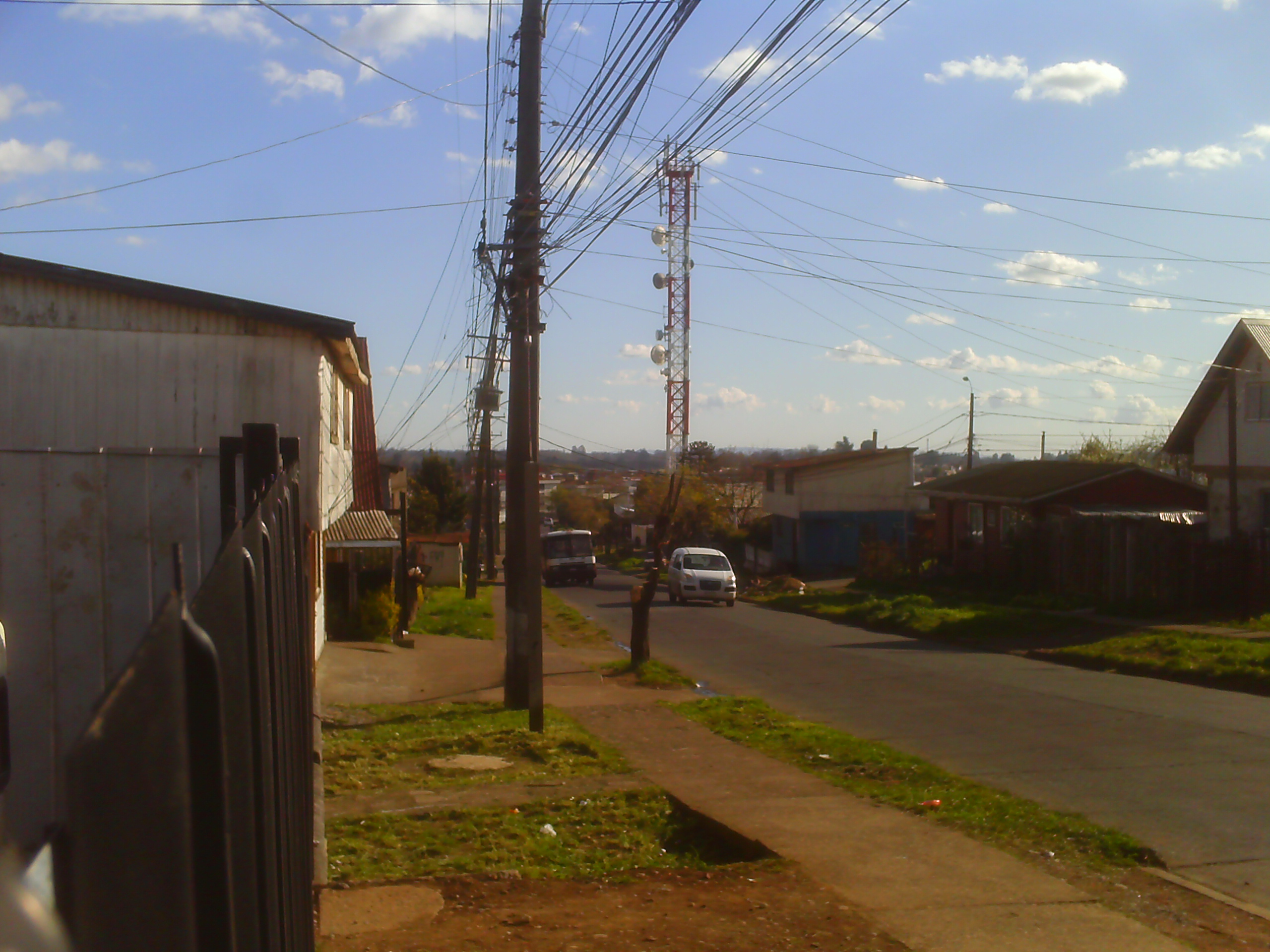
Calle Tromén, sector Pedro de Valdivia.

Existen problemas de conectividad en el sector. Al realizar el diseño de calles, no se ha considerado el entorno.

### Avenida Pedro de Valdivia
Su principal arteria vial es la avenida Pedro de Valdivia. Recorre 2,4 kilómetros al interior del sector y, luego, se transforma en el límite entre Pedro de Valdivia y el área rural de la comuna de Temuco por 2 kilómetros.
En 2016, se firmó el proyecto de mejoramiento de la avenida Pedro de Valdivia, que incluye dos pistas por sentido, rotondas y ciclovía, con un costo cercano a los 44 000 000 de pesos chilenos (alrededor de 65 000 dólares estadounidenses de la época), con aportes del Gobierno Regional y el Ministerio de Vivienda y Urbanismo. En el proyecto presentado en 2016, las obras se iniciarían ese mismo año, pero se retrasaron hasta el 2 de junio de 2018.
Para poder ensanchar la avenida, se realizaron expropiaciones de viviendas. También se hicieron desvíos de tránsito, lo que generó congestión. Incluso, los conductores denunciaban falta de trabajadores en la remodelación. Originalmente, la arteria vial sería habilitada en 2018, pero recién en septiembre de 2019 fue entregado el tramo entre las avenidas Prieto Norte y Hochstetter. El total de las obras tendrá una duración de más de mil días.

### Transporte público

#### Autobuses urbanos
Las líneas de buses urbanos que circulan por el sector son las siguientes:
- 3A: Boyeco-Pulmahue.
- 3B: Trabunco-Pulmahue.
- 3C: Chivilcán-Monberg.
- 3D: Boyeco-San Ramón.
- 6A: El Carmen-Avenida Costanera.
- 6B: Vista Verde-Villa Los Ríos.
- 7B: El Carmen-Campus San Juan Pablo II.
- 9A: Portal San Francisco-Pueblo Nuevo.
- 9B: El Carmen-Parque Alcántara.
- 9C: Portal San Francisco-Pueblo Nuevo.
- 9D: El Carmen-Pueblo Nuevo.
- 9E: La Foresta-Pueblo Nuevo.

#### Taxis colectivos
Las líneas de taxis colectivos que circulan por el sector son los siguientes:
- 17: Villa Caupolicán-Los Trapiales.
- 17A: El Carmen-Los Trapiales.
- 18: Villa Arquenco-Rayenco.
- 20: El Mirador-Parque Alcántara.
- 28: Villa Arquenco-Rayenco.[8]

## Educación
El sector Pedro de Valdivia cuenta con los siguientes establecimientos educacionales:
- Colegio Santa Cruz.
- Escuela Campos Deportivos.
- Escuela Icalma.
- Escuela Villa Alegre.
- Escuela Villa Carolina.
- Golden School.
- Inacap.

## Áreas verdes
El índice de áreas verdes es cercano a los 7 metros cuadrados por habitante, próximo a los 9 metros cuadrados definidos por la Organización Mundial de la Salud. Pero muchos de estos lugares no se pueden habitar, no poseen diseño, tienen un gran deterioro, o en ellos existen basurales y espacios de inseguridad.